# Bittacus takaoensis
Bittacus takaoensis is een schorpioenvlieg uit de familie van de hangvliegen (Bittacidae). De wetenschappelijke naam van de soort is voor het eerst geldig gepubliceerd door Miyake in 1913.
De soort komt voor in Japan.